# Sandro Wieser
Sandro Wieser (* 3. Februar 1993 in Vaduz) ist ein liechtensteinischer Fussballspieler.

## Karriere

### Verein
In seiner Jugend spielte Wieser für den FC Triesen. Im November 2003 wechselte er zum Hauptstadtklub FC Vaduz, bevor er sich im Jahre 2006 dem Nachwuchs des FC Basel anschloss. Mit der U-18 wurde er in der Saison 2009/10 Schweizer Meister.
Ab dem 3. Februar 2011 stand er im Kader der ersten Mannschaft des FC Basel in der höchsten Spielklasse in der Schweiz, der Axpo Super League. Sein Debüt in einem offiziellen Spiel gab er am 20. März 2011 beim 2:1-Auswärtssieg gegen den Grasshopper Club Zürich. Ende Saison 2010/11 wurde Wieser mit dem FC Basel Schweizer Meister.
In der Winterpause 2011/12 wechselte Wieser zum deutschen Bundesligisten TSG 1899 Hoffenheim, nachdem er bereits ein Jahr zuvor vor einem Wechsel zur TSG Hoffenheim gestanden hatte. Er unterschrieb dort einen Vertrag bis 2016 und ist der erste Liechtensteiner Spieler in der Bundesliga.
Zur Saison 2013/14 wurde Wieser an den österreichischen Bundesligisten SV Ried ausgeliehen. Zur Saison 2014/15 wurde er an den FC Aarau weiterverliehen.
Am 9. November 2014 foulte Wieser einen Spieler des FC Zürich, Gilles Yapi, und wurde für sechs Spiele gesperrt. Der FC Zürich zeigte Wieser wegen schwerer Körperverletzung an. Yapi erlitt infolge des Fouls acht verschiedene Verletzungen, darunter einen Kreuzbandriss.
Ende Juli 2015 wechselte Wieser zum FC Thun. Er erhielt einen Vertrag bis zum Ende der Saison 2015/16 mit einer Option auf eine weitere Spielzeit. Diese wurde jedoch nicht genutzt und er schloss sich dem FC Reading in England an. Dort kam er allerdings nicht über die Reservemannschaft hinaus und wurde 2017 für ein Jahr an den KSV Roeselare verliehen.
Seit dem Sommer 2018 steht er wieder in seiner Heimat beim FC Vaduz unter Vertrag und konnte dort ein Jahr später den nationalen Pokalsieg feiern. Hier fällt er allerdings seit April 2021 wegen einer Knöchelverletzung aus.

### Nationalmannschaft
Wieser spielte von 2009 bis 2011 für die liechtensteinische U-21-Fussballnationalmannschaft. Im Jahre 2010 wurde er erstmals in die A-Nationalmannschaft berufen. Dort gab er sein Debüt am 11. August 2010 beim 1:1 gegen Island im Rahmen eines Freundschaftsspiels. Bis 2019 absolvierte er insgesamt 53 Partien und schoss dabei zwei Treffer.

## Titel und Erfolge
FC Basel
- Schweizer U-16-Meister: 2008[12]
- Schweizer U-18-Pokalsieger: 2008[12]
- Schweizer U-18-Meister: 2010
- Schweizer Meister: 2011

FC Vaduz
- Liechtensteiner Pokalsieger: 2019